# Slop
El slop (palabra en inglés para denominar al desperdicio alimenticio) son medios de baja calidad (que incluyen textos e imágenes) creados mediante tecnología de inteligencia artificial generativa. Acuñado en la década de 2020, el término tiene una connotación despectiva similar a la de spam (correo basura). En español, el término es a veces traducido como contenido basura o bazofIA.
Se ha definido de diversas formas como «desorden digital», «contenido de relleno producido por herramientas de IA que priorizan la velocidad y la cantidad sobre la sustancia y la calidad», y «contenido de IA de mala calidad o no deseado en las redes sociales, el arte, los libros y, cada vez más, en los resultados de búsqueda».
Jonathan Gilmore, profesor de Filosofía en la Universidad Municipal de Nueva York, describe el «estilo increíblemente banal y realista» del slop de la IA como «muy fácil de procesar».

## Origen del término
A medida que los modelos extensos de lenguaje (LLM por sus siglas en inglés) aceleraron la creación de contenido escrito e imágenes de gran volumen pero de baja calidad, comenzó un debate sobre el término apropiado para dicho volumen. Entre los términos propuestos se encuentran AI garbage («basura de IA»), AI pollution («contaminación de IA») y AI-generated dross («escoria generada por IA»). Los primeros usos del término «slop» como descriptor de material de IA de baja calidad aparentemente surgieron como reacción al lanzamiento de generadores de arte de IA en 2022. Su uso temprano se ha observado en las secciones de comentarios de 4chan y YouTube como una forma de jerga grupal.
Al programador informático británico Simon Willison se le atribuye el mérito de ser uno de los primeros defensores del término «slop» en el mainstream, lo que hizo en mayo de 2024 en su blog personal. Sin embargo, ha dicho que ya se utilizaba mucho antes de que él empezara a promover el término.
El término ganó mayor popularidad en el segundo trimestre de 2024 en parte debido al uso por parte de Google del modelo de inteligencia artificial Gemini para generar respuestas a las consultas de búsqueda, y fue ampliamente utilizado en los titulares de los medios en el cuarto trimestre de 2024.
Las investigaciones han descubierto que entrenar LLM en lenguaje slop provoca el colapso del modelo: una disminución constante de la diversidad léxica, sintáctica y semántica de los resultados del modelo a través de iteraciones sucesivas, especialmente notable en tareas que demandan altos niveles de creatividad.

## En las redes sociales

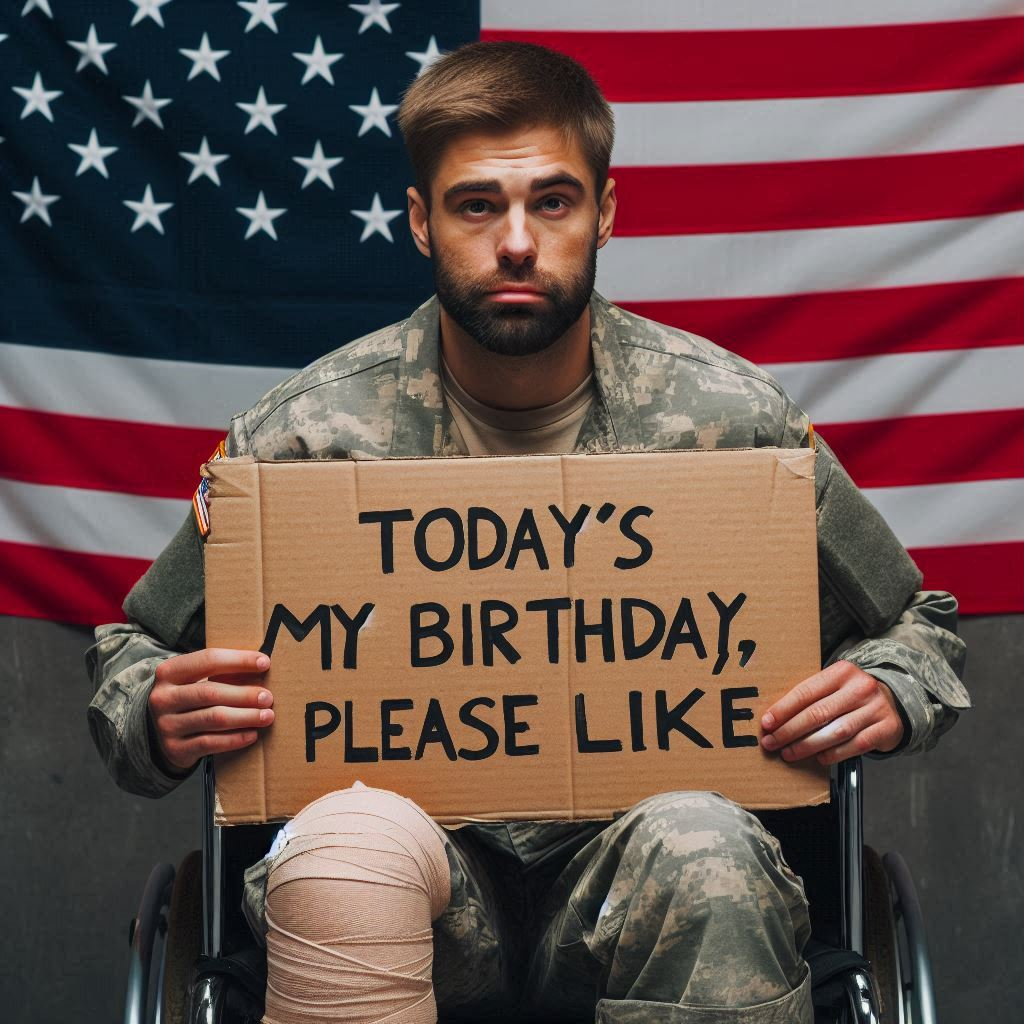
Imagen generada a partir de un mensaje publicitario diseñado para atraer a una audiencia estadounidense, de un seminario en idioma hindi: american soldier veteran holding cardboard sign that says 'today's my birthday, please like' injured in battle veteran war american flag («soldado estadounidense veterano sosteniendo un cartel de cartón que dice "Hoy es mi cumpleaños, por favor, dale me gusta" herido en batalla veterano de guerra bandera estadounidense»)

Las imágenes y vídeos generados por IA proliferaron en las redes sociales en parte porque generaban ingresos para sus creadores en Facebook y TikTok. Esto incentiva a las personas de los países en desarrollo a crear imágenes que atraigan a las audiencias de los Estados Unidos, lo que genera tarifas publicitarias más altas.
El periodista Jason Koebler especuló que la naturaleza extraña de algunos de los contenidos puede deberse a que los creadores utilizan indicaciones en hindi, urdu y vietnamita (idiomas que están subrepresentados en los datos de entrenamiento del modelo) o utilizan métodos erráticos de conversión de voz a texto para traducir sus intenciones al inglés.
En declaraciones a la revista New York, un creador keniano de imágenes basura describió haberle dado a ChatGPT un mensaje como WRITE ME 10 PROMPTS OF JESUS WHICH WILLING BRING HIGH ENGAGEMENT ON FACEBOOK («ESCRIBEME 10 IMÁGENES DE JESÚS QUE PUEDAN PRODUCIR UNA GRAN PARTICIPACIÓN EN FACEBOOK»), y luego haber introducido esos mensajes creados en un servicio de inteligencia artificial de texto a imagen como Midjourney.

## En política
The Atlantic señaló que el slop de la IA se estaba asociando con la derecha política en los Estados Unidos, que la estaba usando para shitposting y generar participación en las redes sociales, ofreciendo la tecnología «forraje barato, rápido y a pedido para el contenido».
Tras el paso del huracán Helene por Estados Unidos, una imagen generada por inteligencia artificial de una niña sosteniendo un cachorro mientras estaba sentada en un bote flotando en aguas inundadas circuló entre miembros del Partido Republicano, quienes la usaron como evidencia del supuesto fracaso de la administración de Joe Biden, el presidente estadounidense en ejercicio, en responder al desastre. Algunos, como Amy Kremer, compartieron la imagen en las redes sociales incluso reconociendo que no era genuina.
En febrero de 2025, el presidente Donald Trump compartió un video generado por inteligencia artificial en la plataforma de redes sociales Truth Social y en Instagram que mostraba imágenes de una Franja de Gaza transformada en un complejo turístico de lujo. Contenía frases como Trump Gaza is finally here! («¡Trump Gaza finalmente está aquí!») y Donald's coming to set you free («Donald viene a liberaros»). El vídeo generado por inteligencia artificial fue considerado slop debido a sus imágenes inconexas (como bailarinas de danza del vientre con barba), además de ser criticado como propaganda a favor de la limpieza étnica del pueblo palestino.

## En listados de eventos
Los gráficos promocionales de fantasía para el evento Willy's Chocolate Experience de febrero de 2024, caracterizados como «slop generado por IA», engañaron a la audiencia para que asistiera a un evento que, en realidad, se llevó a cabo en un almacén con decoración barata. Un usuario de Reddit expresó su sorpresa por el hecho de que la gente estuviera comprando entradas para el evento basándose únicamente en anuncios de Facebook generados por IA, sin fotografías genuinas del lugar.
En octubre de 2024, se informó que miles de personas se habían reunido para un desfile de Halloween inexistente en Dublín como resultado de una lista en un sitio web de listas de agregación, MySpiritHalloween.com, que utilizó contenido generado por IA. El anuncio se volvió viral en TikTok e Instagram. Si bien se había celebrado un desfile similar en Galway y Dublín había acogido desfiles en años anteriores, no hubo desfile en Dublín en 2024. Un analista caracterizó el sitio web, que parecía utilizar fotografías del personal generadas por IA, como probablemente usando inteligencia artificial «para crear contenido de manera rápida y económica donde se encuentran oportunidades». El propietario del sitio dijo que «le pedimos a ChatGPT que escribiera el artículo por nosotros, pero no era ChatGPT por sí solo». En el pasado, el sitio había eliminado eventos inexistentes cuando se lo contactó desde sus lugares, pero en el caso del desfile de Dublín, el propietario del sitio dijo que «nadie informó que este no iba a suceder». MySpiritHalloween.com actualizó su página para decir que el desfile había sido «cancelado» cuando se dieron cuenta del problema.

## En publicidad
En noviembre de 2024, Coca-Cola utilizó inteligencia artificial para crear tres comerciales como parte de su campaña navideña anual. Estos videos fueron inmediatamente recibidos con una recepción negativa tanto por parte de los espectadores ocasionales como de los artistas, con el animador Alex Hirsch, creador de Gravity Falls, criticando la decisión de la compañía de no emplear artistas humanos para crear el comercial. En respuesta a los comentarios negativos, la empresa defendió su decisión de utilizar inteligencia artificial generativa afirmando que «Coca-Cola siempre seguirá dedicada a crear el más alto nivel de trabajo en la intersección de la creatividad humana y la tecnología».

## En la literatura
Los libreros en línea y los proveedores de bibliotecas ahora tienen muchos títulos escritos por IA y no seleccionados en colecciones por los bibliotecarios. El proveedor de medios digitales Hoopla, que suministra libros electrónicos y contenido descargable a las bibliotecas, tiene libros generados por IA con autores ficticios y de dudosa calidad, que cuestan dinero a las bibliotecas cuando son retirados por usuarios desprevenidos.

## En los videojuegos
El videojuego de 2024, Call of Duty: Black Ops 6 incluye activos generados por inteligencia artificial. Desde el lanzamiento inicial del juego, muchos jugadores habían acusado a Treyarch y Raven Software de usar IA para crear recursos en el juego, incluidas pantallas de carga, emblemas y tarjetas de presentación. Un ejemplo particular fue una pantalla de carga para el modo de juego de zombis que mostraba a «Necroclaus», un Papá Noel zombificado con seis dedos en una mano, una imagen que también tenía otras irregularidades. La entrada anterior en la franquicia Call of Duty también fue acusada de vender detalles cosméticos generados por IA.
En febrero de 2025, Activision reveló el uso de inteligencia artificial generativa en Black Ops 6 para cumplir con las políticas de Valve sobre productos generados o asistidos por IA en Steam. Activision afirma en la página del producto del juego en Steam que «Nuestro equipo utiliza herramientas de IA generativa para ayudar a desarrollar algunos recursos del juego».